# خوان کالاتیو
خوان کالاتیو (انگلیسی: Juan Calatayud؛ زادهٔ ۲۱ دسامبر ۱۹۷۹) بازیکن فوتبال اهل اسپانیا است.
از باشگاه‌هایی که در آن بازی کرده‌است می‌توان به باشگاه فوتبال هرکولس، باشگاه فوتبال راسینگ سانتاندر، باشگاه ورزشی رئال مایورکا، باشگاه فوتبال ویدتون، باشگاه فوتبال ختافه، و باشگاه فوتبال مالاگا اشاره کرد.